# Tanka leča
Tanka leča je leča, katere debelina je zanemarljiva 
v primerjavi z njeno goriščno razdaljo. V nasprotju s tem, pa lečo, katere dobelina ni zanemarljiva v primerjavi z njeno goriščno razdaljo imenujemo debela leča.
V diagramih, kjer poskušamo prikazati način konstrukcije slike pri prehodu svetlobe skozi tanko lečo, uporabljamo posebne oznake (glej desno).
Goriščna razdalja tanke leče se izračuna po naslednjem obrazcu:
{\displaystyle {\frac {1}{f}}\approx \left(n-1\right)\left[{\frac {1}{R_{1}}}-{\frac {1}{R_{2}}}\right],}
kjer je 
- {\displaystyle n\!} lomni količnik snovi iz katere je leča
- {\displaystyle R_{1}\!} polmer ukrivljenosti prve površine leče
- {\displaystyle R_{2}\!} polmer ukrivljenosti druge površine leče

Pri tem je vrednost {\displaystyle R_{1}\!} pozitivna, kadar je prva površina konveksna in negativna, če je konkavna. Pri drugi površini je obratno. Pri njej je vrednost {\displaystyle R_{2}\!} pozitivna, če je površina konkavna, in negativna, če je površina konveksna. Takšen način uporabe je samo stvar dogovora. Nekateri uporabljajo drugačno označevanje.

## Konstrukcija slika za tanko lečo
Sliko za tanko lečo konsruiramo podobno kot za vsako lečo. Na naslednjih slikah sta prikazana primera za konstrukcijo slike za konveksno in za konkavno lečo.
```

```